# Małe Gacno (gromada)
Małe Gacno – dawna gromada, czyli najmniejsza jednostka podziału terytorialnego Polskiej Rzeczypospolitej Ludowej w latach 1954–1972.
Gromady, z gromadzkimi radami narodowymi (GRN) jako organami władzy najniższego stopnia na wsi, funkcjonowały od reformy reorganizującej administrację wiejską przeprowadzonej jesienią 1954 do momentu ich zniesienia z dniem 1 stycznia 1973, tym samym wypierając organizację gminną w latach 1954–1972.
Gromadę Małe Gacno z siedzibą GRN w Małym Gacnie utworzono – jako jedną z 8759 gromad na obszarze Polski – w powiecie tucholskim w woj. bydgoskim, na mocy uchwały nr 24/15 WRN w Bydgoszczy z dnia 5 października 1954. W skład jednostki weszły obszary dotychczasowych gromad Małe Gacno, Ludwichowo, Zdroje, Zielonka i Wielkie Budziska ze zniesionej gminy Cekcyn oraz miejscowości Trzebciny i Wielkie Gacno z dotychczasowej gromady Trzebciny ze zniesionej gminy Śliwice w tymże powiecie. Dla gromady ustalono 16 członków gromadzkiej rady narodowej.
1 stycznia 1969 do gromady Małe Gacno włączono sołectwo Brzozie ze zniesionej gromady Wysoka w tymże powiecie.
1 stycznia 1972 gromadę Małe Gacno połączono z gromadą Cekcyn, tworząc z ich obszarów gromadę Cekcyn z siedzibą Gromadzkiej Rady Narodowej w Cekcynie w tymże powiecie (de facto gromadę Małe Gacno zniesiono, włączając jej obszar do gromady Cekcyn).